# 万治の石仏
万治の石仏（まんじのせきぶつ）は、長野県諏訪郡下諏訪町東山田字石仏にある、江戸時代前期の1660年（万治3年）に造られた石仏。所有者は下諏訪町で、同町の指定有形文化財に指定されている（1982年（昭和57年）3月26日指定、登録名「万治の石仏（みたらしの石仏）」）。砥川を挟み、諏訪大社下社春宮の対岸に位置する。所在地の小地名「石仏」も同石仏に由来する。
1970年代に芸術家の岡本太郎が紹介したことで日本全国に広く知られるようになった。
「万治の石仏」は、下諏訪商工会議所を権利者とする登録商標でもある。

## 概要

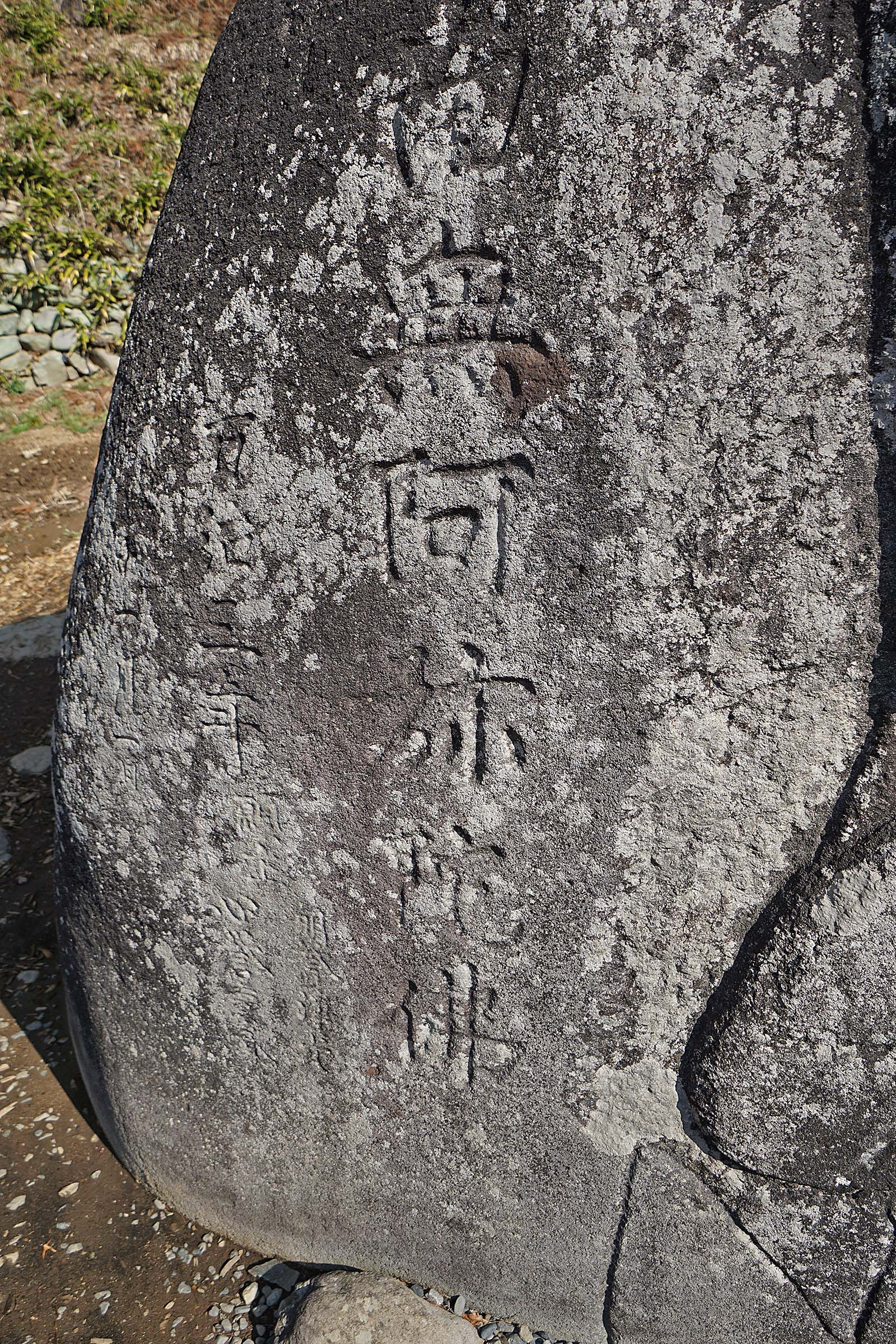
「万治の石仏」の名の由来である胴体脇の銘「南無阿弥陀仏 万治三年十一月一日 願主 明誉浄光 心誉廣春」

高さ2.6メートル、幅3.8メートル、奥行き3.7メートルの安山岩（含角閃石普通輝石安山岩）をそのまま胴体とし、その上に高さ約65センチメートルの仏頭を乗せた石仏である。胴体正面には定印を結んだ阿弥陀如来の坐像が彫られる。衣の上には向かって右から右卍、太陽・雷・雲・磐座・月など密教の曼荼羅が刻まれ、これらは木食上人・弾誓(たんぜい)に始まる浄土宗の作仏聖(さぶつひじり)一派による「同体異仏」（一体の仏像に阿弥陀如来と大日如来を共存させる）の表現とされる。願主の明誉浄光および心誉廣春は、それぞれ清念(法名・明誉)、説難(法名・心誉)として作仏聖の系図に名を連ねており、明誉が同石仏の仏頭を刻み、心誉が胴体の彫刻を受け持ったと考えられている。
江戸時代の史料には「えぼし石」や「みたらしの石仏」の名称で記録されており、地元の人々からは「あみだ様」と呼ばれてきた。
胴体正面向かって左側に「万治三年」の銘が刻まれていることにちなみ、近年になって「万治の石仏」の名称が生まれている。公知の文献としては、1932年（昭和7年）の刊行物における有賀恭一による「諏訪の石」の解説中に、「萬治の石佛」の記述が見られる。また地元の考古学者・中村龍雄は、1961年（昭和36年）5月28日の下諏訪町博物館（現・諏訪湖博物館）主催の町内史跡巡りの際の図面や案内順列表に「万治の石仏（阿弥陀如来）」の記載があると述べている。
この石仏が全国的に知られるようになったきっかけは、1974年（昭和49年）に中村龍雄、地域紙「湖国新聞」編集長・市川一雄らが、諏訪大社の視察に訪れた岡本太郎を現地に案内したことにある。そこで同石仏を鑑賞した岡本が絶賛し、全国紙のコラムなどに掲載した。さらに、上諏訪町（現・諏訪市）出身の小説家・新田次郎もこれに着目し、同石仏はイースター島の石人の頭部が日本へもたらされたものとする大胆な想定を基にして小説『万治の石仏』を著している。これらにより、「万治の石仏」の名称が定着し、知名度も上昇して全国的な観光名所となっていく。
これ以降、「万治の石仏」の名称を産業財産権として利用する動きも活性化する。市川一雄と交友関係にあり、下諏訪町で製菓業と学習塾を営む傍ら、当時湖国新聞でコラムを連載していた矢ヶ崎孫次によって、「万治の石仏」を菓子類の商品名として使用するための商標登録出願（1975年9月6日、区分：菓子、パン）がなされている。続いて、別の出願人から他区分（調味料、穀物の加工品、べんとう）での出願も行われている。
なお、市川一雄と矢ヶ崎孫次はそれぞれ、自身が「万治の石仏」命名者であると述懐している。実際には既存の名称であったことは先述の通りであり、両者いずれも命名者には当たらないが、湖国新聞などのメディアを通じた1970年代中盤の両者の活動も、同石仏の知名度の向上に貢献したと言える。
2019年（令和元年）以降の新型コロナウイルス感染症拡大下にある近年は「万治」が「よろずおさまる」に通じることから注目が高まっており、石仏がモチーフの関連グッズの人気が高まっているという。

## 伝承
「万治の石仏」には、造立にまつわる以下の伝承がある。
1657年（明暦3年）に第3代諏訪高島藩主の諏訪忠晴から諏訪大社下社春宮に石の大鳥居を立てるよう命じられた石工が、現在石仏となっている大石を材料にしようと鑿を入れたところ、そこから血が出てきたため祟りを恐れて作業を中止した。その晩に夢枕で上原山（現在の茅野市）に良い石材があると告げられた石工が探しに行くとその通りであり、同山の石で鳥居を造る代わりに大石を阿弥陀如来として祀ったという。石仏に残る鑿の跡はその時のものとされる。

## 伸びる首
1991年（平成3年）8月に一度頭部が落下したため支柱で固定し修復したが、その後、ある写真家が毎年撮った写真を見たところ、首が伸びていることがわかった。2007年（平成19年）にテレビ番組で紹介され、観光客も増えたが、下諏訪観光協会は「周辺の安全確保」ためとして再修復することとし、2008年（平成20年）3月4日に修復作業が行われ、頭部の下から水や泥、賽銭25円が発見された。首が伸びた原因は、以前の修復時に設けた支柱に水が溜まり、氷になって斜めになり、その繰り返しで頭部が上昇したとされる。修復前に測定したところ、正面で4cm、左右は6～7cm上昇していた。

## ギャラリー

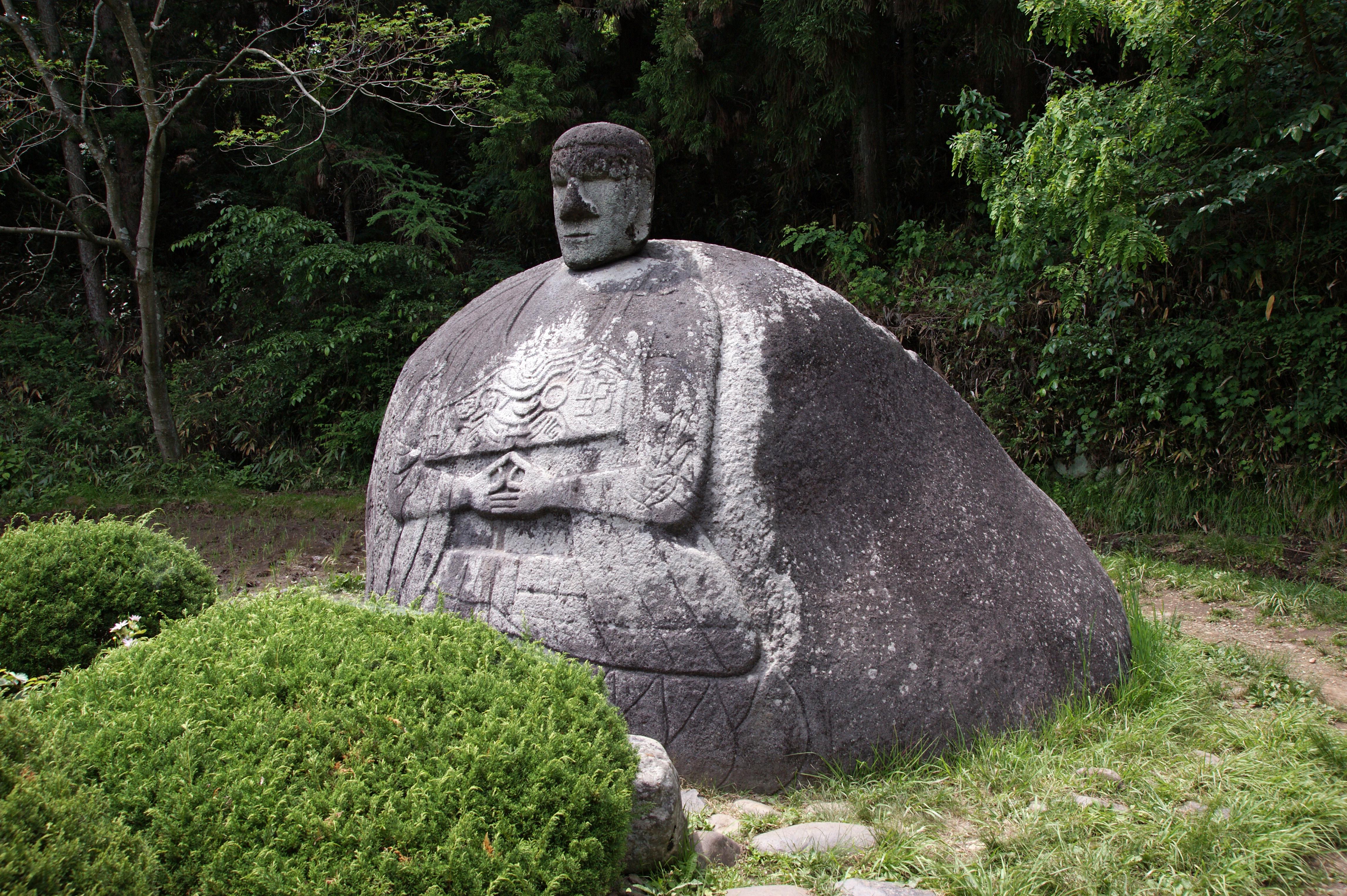
前方
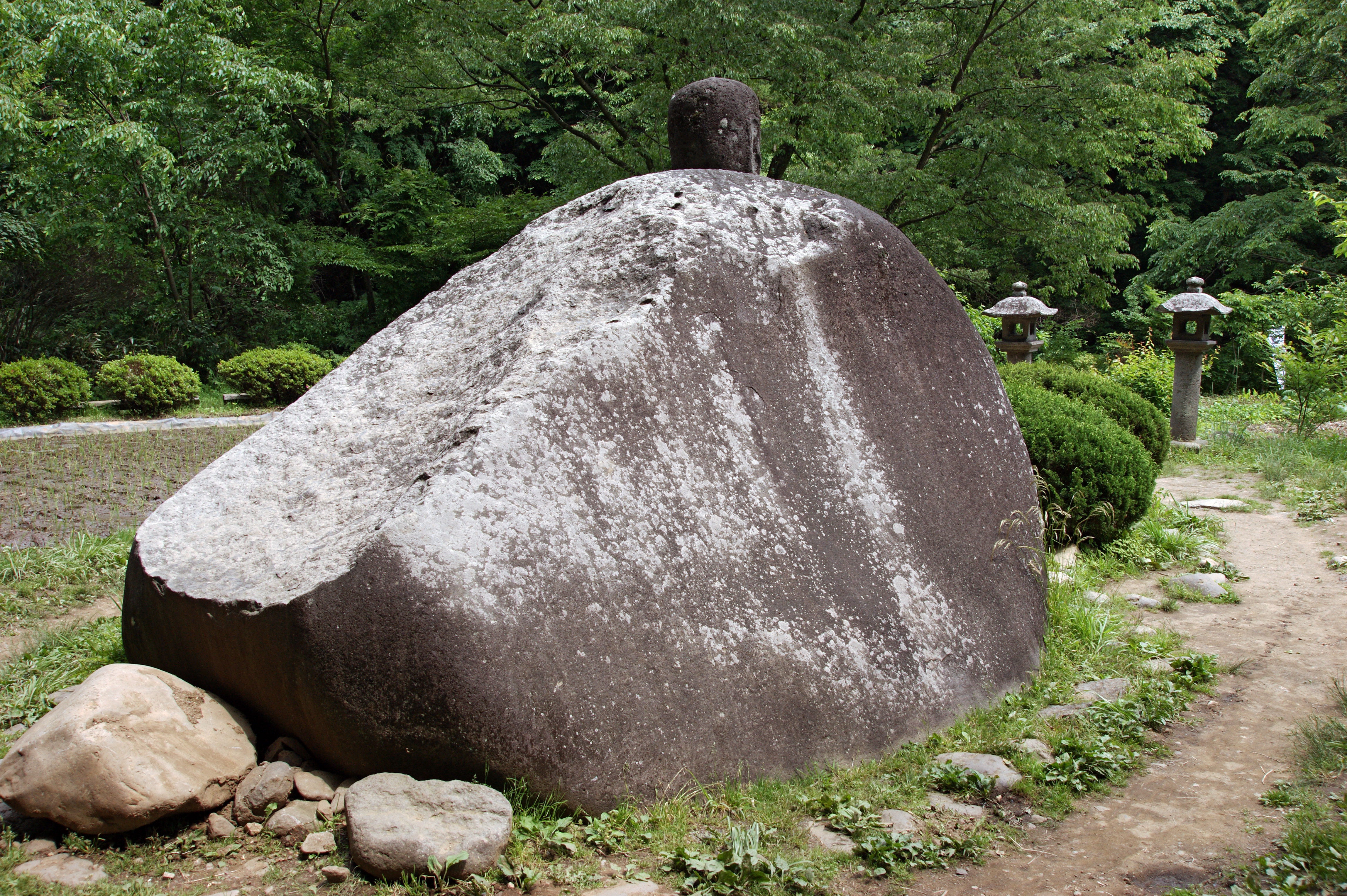
後方
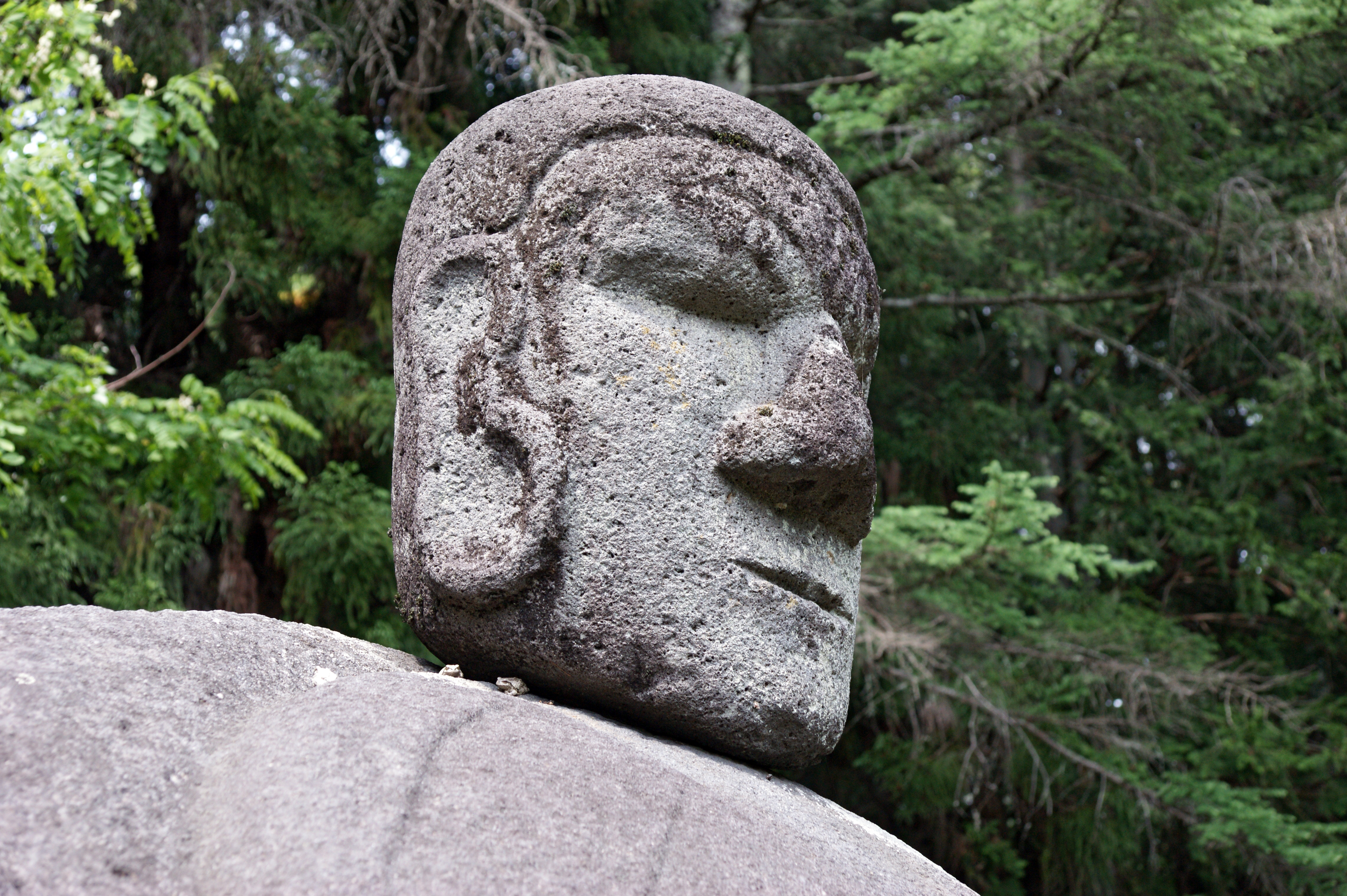
顔
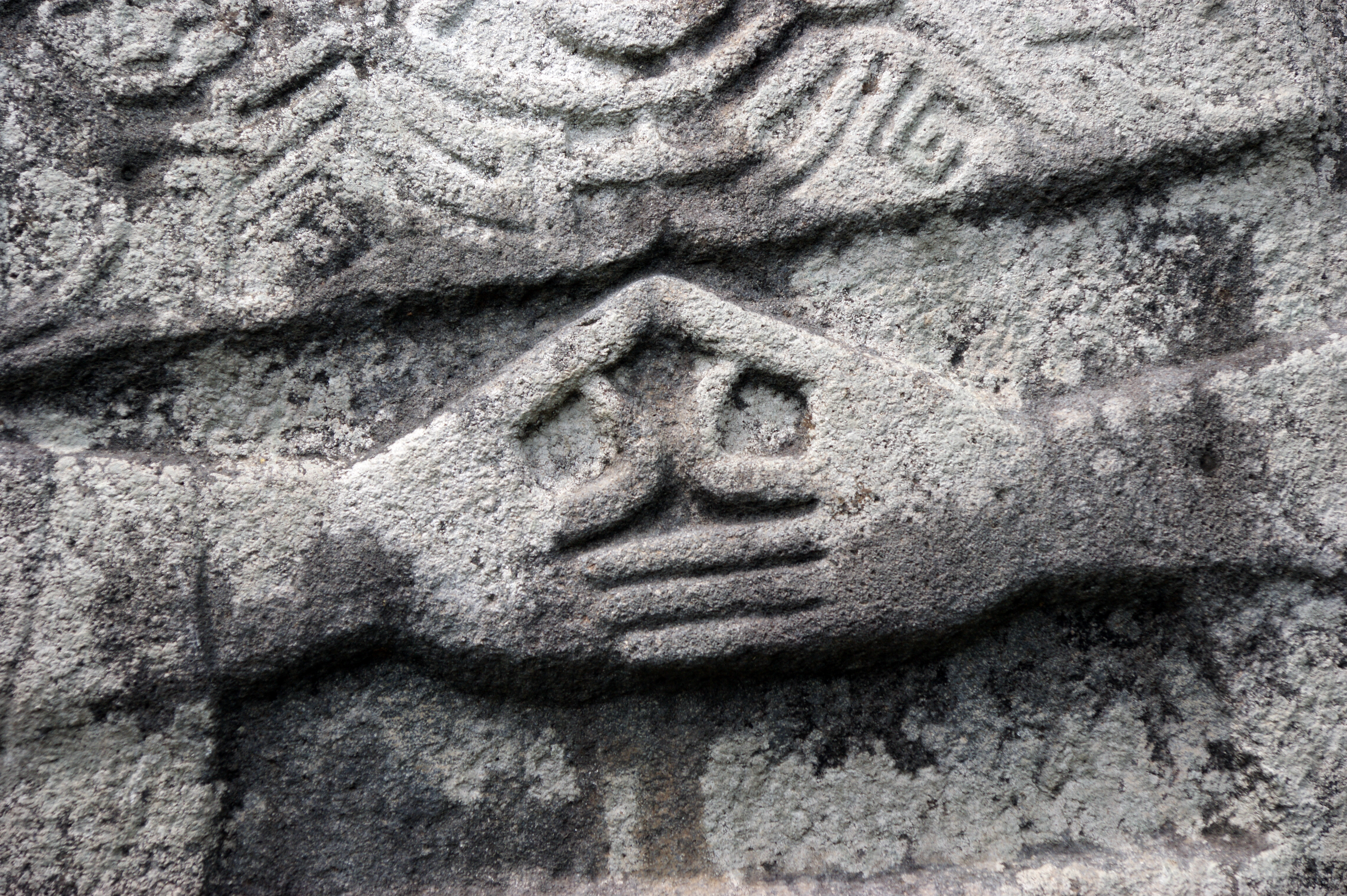
印

## アクセス
- 下諏訪駅よりバスで16分（宮の上バス停）
- 国道20号

## 周辺
- 諏訪大社下社春宮
- 慈雲寺
- 水月公園
- 大和監物の墓
- 矢除石